# Pogonocherus hispidulus
Pogonocherus hispidulus là một loài bọ cánh cứng trong họ Cerambycidae.

## Hình ảnh

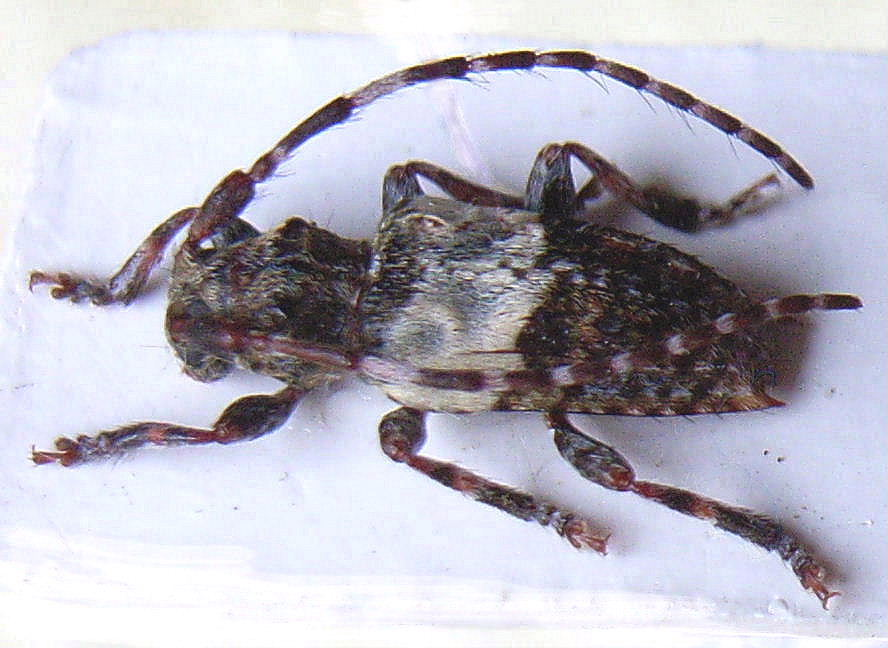
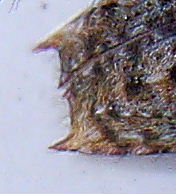
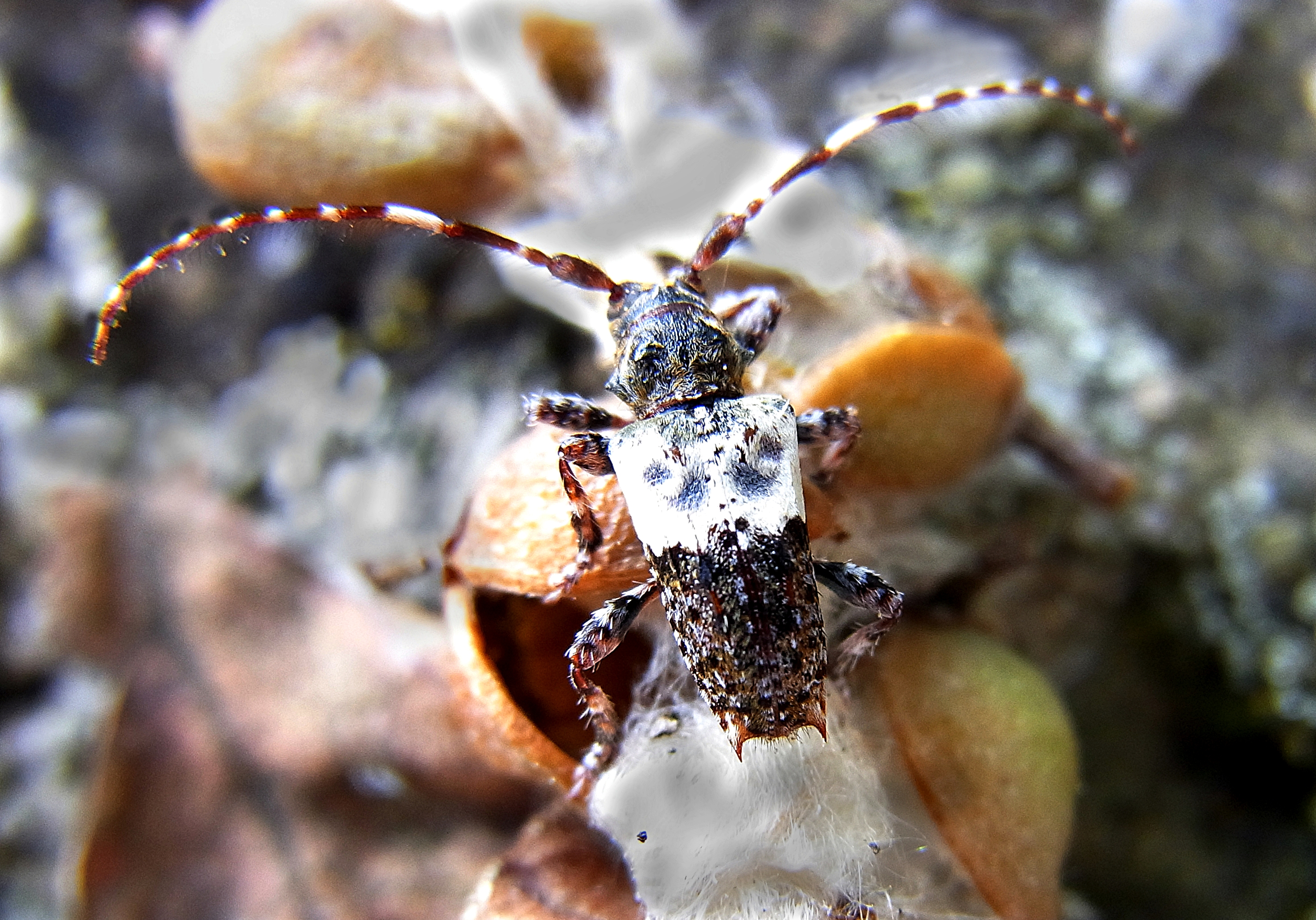